# 趙彥彬
趙彥彬（1988年—），出生在吉林省梨樹縣，祖籍為河北省石家莊市趙縣。中國大陸文學創作者、作家、稻搜創始人。代表作品網絡小說《慶國傳》等。2010年，畢業於吉林師範大學計算機系。2011年，創辦稻搜科技從事中國大陸網頁搜索服務。2021年1月11日，趙彥彬在社交媒體上提出“抄襲之風何時止”話題言論，從而引發爭議。 